# ديدي
ديدي (بالإنجليزية: DiDi)‏ هي شركة صينية تقدم خدمات التوصيل من خلال موقعها الإلكتروني وتطبيقات الهواتف الجوّالة الذكية.يقع مقرها الرئيسي في بكين.يستخدم التطبيق أكثر من 550 مليون مستخدم وعشرات الملايين من السائقين.

## وصلات خارجية
- الموقع الرسمي